# Das letzte Spiel
Das letzte Spiel ist ein US-amerikanisches Sportdrama aus dem Jahr 1973 nach dem gleichnamigen Roman des Autors Mark Harris.

## Handlung
Henry Wiggen ist ein Star des Baseballteams der New York Mammoths. Für seinen Manager Dutch ist er ein sehr wertvoller Spieler. Die Vertragsverhandlungen mit dem Vorstand des Teams gestalten sich schwierig. Henry will einen neuen Vertrag, der ihm mehr Gage einbringt. Nebenbei verkauft Henry an andere Sportskameraden Versicherungen. Der etwas zurückgebliebene Fänger Bruce Pearson ist einer der besten Freunde Henrys. Henrys Spitzname im Team ist Author, weil er einmal ein Buch veröffentlicht hat. Bruce missversteht den Spitznamen und nennt Henry stattdessen oft Arthur.
Henry und Bruce verlassen die Mayo Clinic. Bruce hat sich dort untersuchen lassen, weil bei ihm ein Hodgkin-Lymphom diagnostiziert wurde. Ihm bleibt nur noch kurze Zeit zu leben. Die beiden Freunde fahren in Bruces Heimatstadt in Georgia. Bruce hat sich immer gewünscht, Henry seinen Geburtsort zu zeigen. Als Zeichen, dass er seinen baldigen Tod akzeptiert, verbrennt er in der ersten Nacht seine ganzen alten Baseball-Artikel.
In der Mannschaft weiß niemand etwas von Bruces Schicksal. In der Saisonvorbereitung plant Dutch, Bruce durch ein junges Talent, Piney Woods, zu ersetzen. Henry verwirrt das Management, als er einen neuen Vertrag unter einer besonderen Bedingung akzeptiert. Er wird nur zusammen mit Bruce weitermachen. Sollte einer aus dem Team ausscheiden, geht auch der andere. Dutch versucht, Henry dazu zu bringen, den Vertrag zurückzunehmen. Zur gleichen Zeit beginnt eine Niederlagenserie für die Mammoths. Das Team beginnt auseinanderzufallen.
Bruce will mit der Hilfe von Henry seine Lebensversicherung umschreiben. Als Begünstigte soll nun seine Freundin Katie gelten, die allerdings insgeheim nur an Bruces Geld interessiert ist und sein intellektuelles Handicap ausnutzt. Als eines Tages ein Spieler auf Bruce herumhackt, verliert Henry die Nerven. Er verrät ungewollt, dass Bruce bald sterben wird. Das bleibt kein Geheimnis, schnell haben Mannschaft und Teamleitung davon erfahren. Alle kümmern sich nun um Bruce, die Moral der Mannschaft steigt.
Am Saisonende ist Bruce zu krank, um spielen zu können. Die Mannschaft kämpft um den Gewinn der World Series, doch Bruce reist nach Georgia, um seine Eltern zu sehen. Nach dem Finale stirbt Bruce. Henry schwört, niemals wieder jemanden zu hänseln.

## Kritiken
Das Lexikon des internationalen Films schrieb, es sei ein sympathischer Film aus dem Sportlermilieu, der in erster Linie durch seine glänzenden Hauptdarsteller lebt.
Roger Ebert schrieb in der Chicago Sun-Times, der Film sei der ultimative Baseballfilm. Er handele weniger vom Tod als vielmehr vom täglichen Leben der Baseballprofis.

## Auszeichnungen
Vincent Gardenia erhielt 1974 eine Oscar-Nominierung in der Kategorie Bester Nebendarsteller.
Im gleichen Jahr gewann Robert De Niro den New York Film Critics Circle Award als bester Nebendarsteller.

## Hintergrund
Der Film feierte am 26. August 1973 in New York seine Premiere. In Deutschland wurde er am 17. Februar 1991 als TV-Premiere im ZDF ausgestrahlt.
Der Roman von Mark Harris, der dem Film zu Grunde liegt, wurde 1955 veröffentlicht. Die erste filmische Umsetzung fand 1956 in der Fernsehserie The United States Steel Hour statt. Hier spielten Paul Newman und Albert Salmi die Hauptrollen.
Zusammen mit dem im gleichen Jahr produzierten Gangsterfilm Hexenkessel (Mean Streets) von Martin Scorsese bedeutete dieser Film der Durchbruch für den zu der Zeit noch wenig bekannten Robert De Niro.
Die Saisonvorbereitung wurde in Florida gedreht. Als Heimstadion der New York Mammoths diente das Shea Stadium, Heimstadion der New York Mets.